# Inishowen

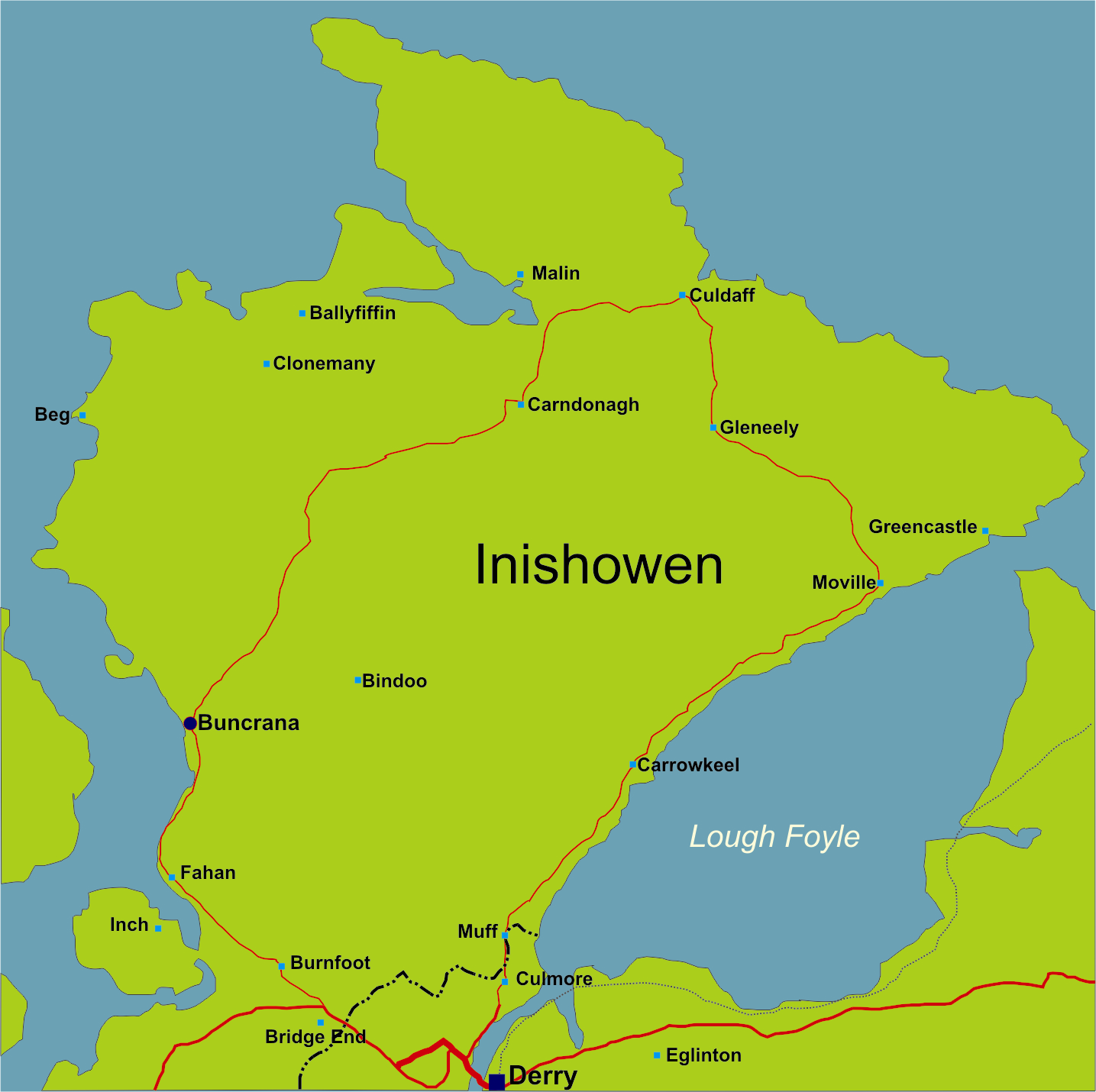
Mapa

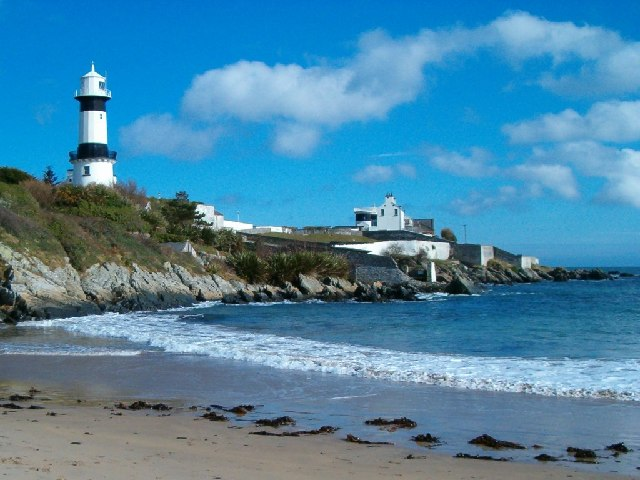
Maják na Dunagree Point

Inishowen je poloostrov v Irsku. Má rozlohu 884 kilometrů čtverečních a je největším poloostrovem Irska. Od zbytku ostrova ho odděluje estuár řeky Foyle a fjord Lough Swilly. Výběžek Malin Head je nejsevernějším bodem Irska. Nejvyšší horou je Slieve Snaght, vysoký 615 metrů. U pobřeží Inishowenu leží neobydlený ostrov Inishtrahull. Většina poloostrova patří k Hrabství Donegal Irské republiky, jihovýchodní část patří severoirskému Hrabství Londonderry. Největším městem Inishowenu je Buncrana. Poloostrov má okolo čtyřiceti tisíc obyvatel. Obyvatelé se živí především zemědělstvím a rybolovem. Podnebí má oceánský charakter bez větších teplotních výkyvů.
V prehistorických dobách byl Inishowen ostrovem. Lidské osídlení je zde doloženo již v době bronzové. V irštině se poloostrov nazývá Inis Eoghain podle krále Eógana mac Néilla. Normané oblast dobyli v roce 1172.
Inishowenem prochází turistická trasa Wild Atlantic Way. Místními pamětihodnostmi jsou středověká kruhová pevnost Grianan of Aileach, zřícenina hradu v Greencastle a pevnost Fort Dunree. Vyhlášená je také pláž Lisfannon. Nachází se zde i mořské muzeum s planetáriem.